# Eparchia di Vyborg

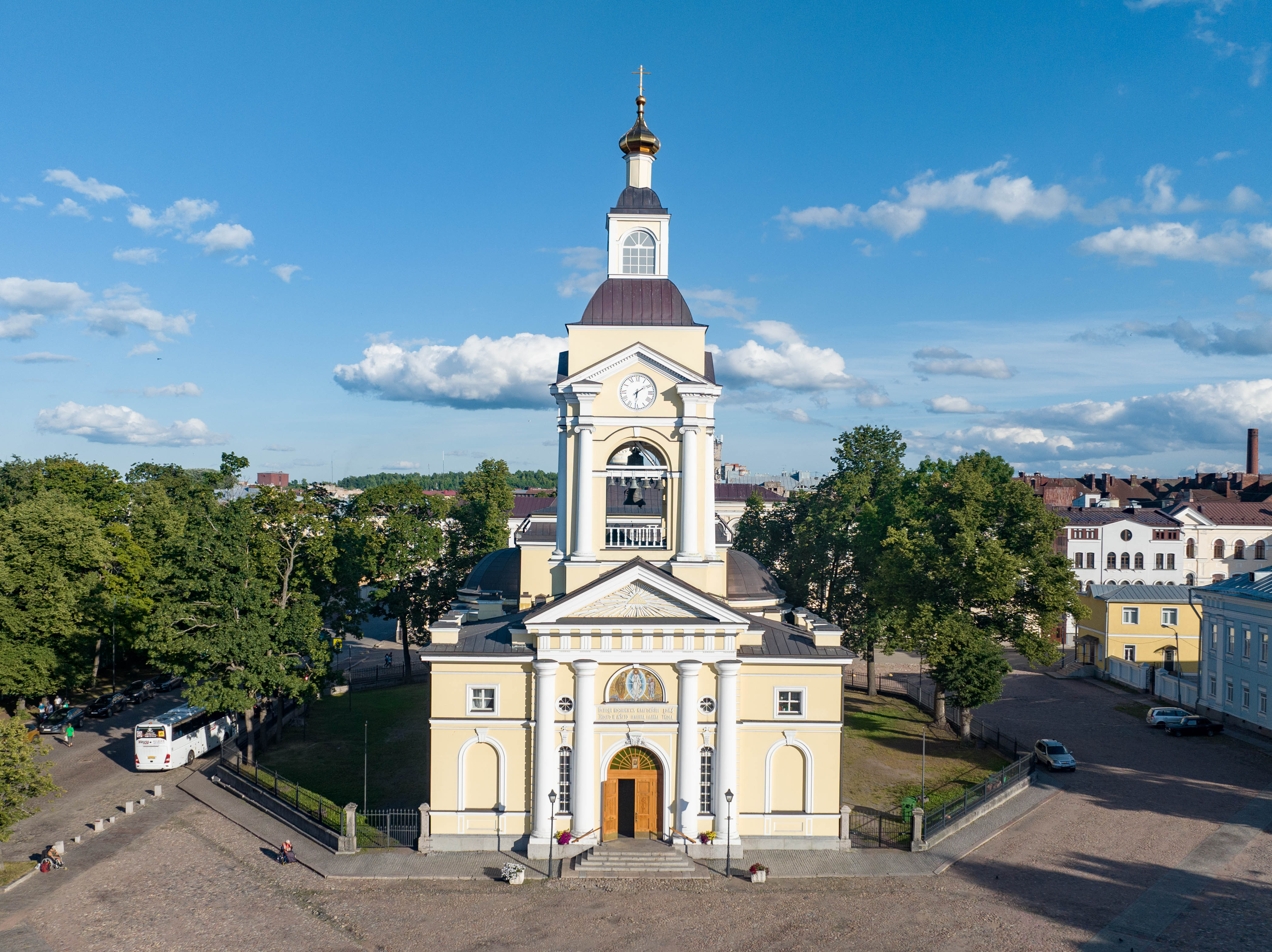
La cattedrale della Trasfigurazione di Vyborg.

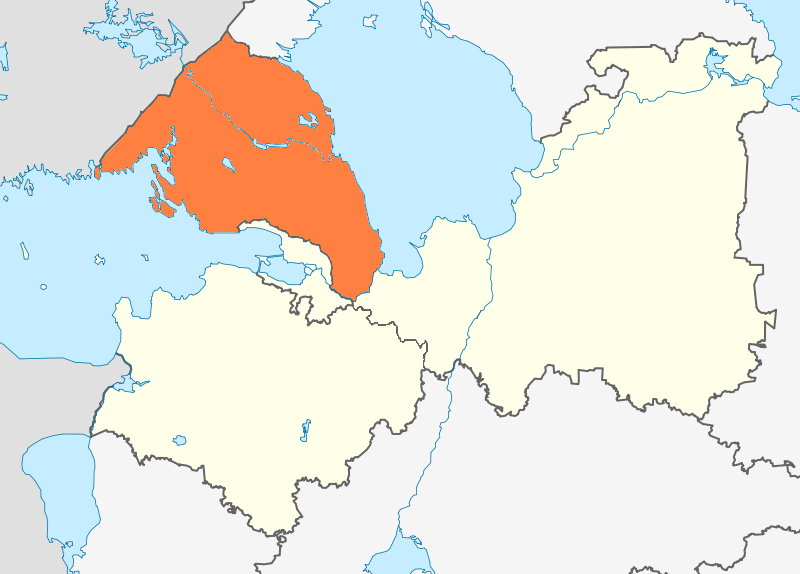
Mappa dell'eparchia.

L'eparchia di Vyborg (in russo Выборгская епархия?) è una diocesi della Chiesa ortodossa russa, appartenente alla metropolia di San Pietroburgo.

## Territorio
L'eparchia comprende i rajon Vsevoložskij, Vyborgskij e Priozerskij nell'oblast' di Leningrado nel circondario federale nordoccidentale.
Sede eparchiale è la città di Vyborg, dove si trova la cattedrale della Trasfigurazione.
L'eparca ha il titolo ufficiale di «eparca di Vyborg e Priozersk».

## Storia
Istituito come vicariato all'interno dell'eparchia di San Pietroburgo, divenne una eparchia indipendente nel 1892. Durante il periodo sovietico, l'eparchia fu soppressa. Nel 1962 fu istituito nuovamente un vicariato di Vyborg. Due dei suoi vescovi divennero patriarchi della Chiesa ortodossa russa: Sergio e Cirillo I.
L'eparchia fu restaurata dal Santo Sinodo il 12 marzo 2013, ricavandone il territorio dall'eparchia di San Pietroburgo e contestualmente è entrata a far parte della metropolia di San Pietroburgo.